# Savoia Film
La Savoia Film è stata un'azienda cinematografica con sede a Torino e succursale a Roma, attiva dal 1911 al 1923, anche se la produzione vera e propria è durata soltanto per otto anni sino al 1918. Analogamente alle altre imprese italiane del settore, ha avuto il suo maggior sviluppo negli anni immediatamente antecedenti la guerra, periodo nel quale è diventata una delle principali editrici. La sua attività ha iniziato a declinare, anche a causa di contrasti interni, negli anni del conflitto per cessare del tutto alla fine del decennio, anticipando la crisi generale che avrebbe poi colpito la cinematografia italiana degli anni venti.

## Storia

### Istituzione e ritardi iniziali
La "Savoia Film" venne costituita il 10 aprile 1911 a Torino in forma di s.a.s. con un capitale di 200.000 lire in un periodo caratterizzato dalla tumultuosa crescita del settore, soprattutto nel capoluogo piemontese. L'intento era di partecipare alla stagione produttiva che si realizzò in quella città, poi definita "cinema - eldorado": «nuovissima ed inesauribile miniera economica: i capannoni vetrati si moltiplicano nell'oltre Po, le sigle delle editrici si fanno sempre più numerose e le maestranze sono migliaia».

Il pittore Pier Antonio Gariazzo, cofondatore della "Savoia Film" e suo direttore artistico durante i primi anni di attività

L'iniziativa fu del pittore Pier Antonio Gariazzo, che sarà nei primi anni l'animatore artistico dell'azienda, e dell'imprenditore di origine belga Daniel Plucker, incaricato della parte commerciale, i quali si attribuirono rispettivamente il 12,5 ed il 25 per cento delle azioni. Ad essi si affiancarono come investitori i fratelli Giovanni Battista, Carlo e Serafino Vercellone, che insieme sottoscrissero il 50 per cento del capitale iniziale. Tra i soci fondatori minori anche il conte Vitaliano Uboldi De' Capei (5 per cento), genero di Plucker, che poi alla morte del suocero, avvenuta nel marzo del 1912, gli subentrerà nell'assetto azionario, assumendo nella società una funzione di rilievo.
Le prime notizie di un effettivo avvio dell'attività tardano sino al settembre del 1911 quando la società stipula il contratto d'affitto di un'area a forma quadrilatera di circa 5.000 metri quadrati, ubicata nei pressi della Villa della Regina e delimitata da via Cardinal Maurizio, Corso Quintino Sella e via Asti, al cui numero 20 viene collocata la sede sociale, anche se nei mesi precedenti al contratto (della durata di 12 anni) erano già stati avviati impegnativi lavori di allestimento della struttura. Si prevedeva di realizzare 3 teatri di posa (di cui due scoperti per circa 160 m² ciascuno più uno coperto molto vasto, di ben 500 metri quadri), oltre ad un'officina meccanica per la costruzione di macchinari cinematografici e ad un rudimentale sistema di condizionamento d'aria; ad ottobre i lavori non erano ancora finiti.

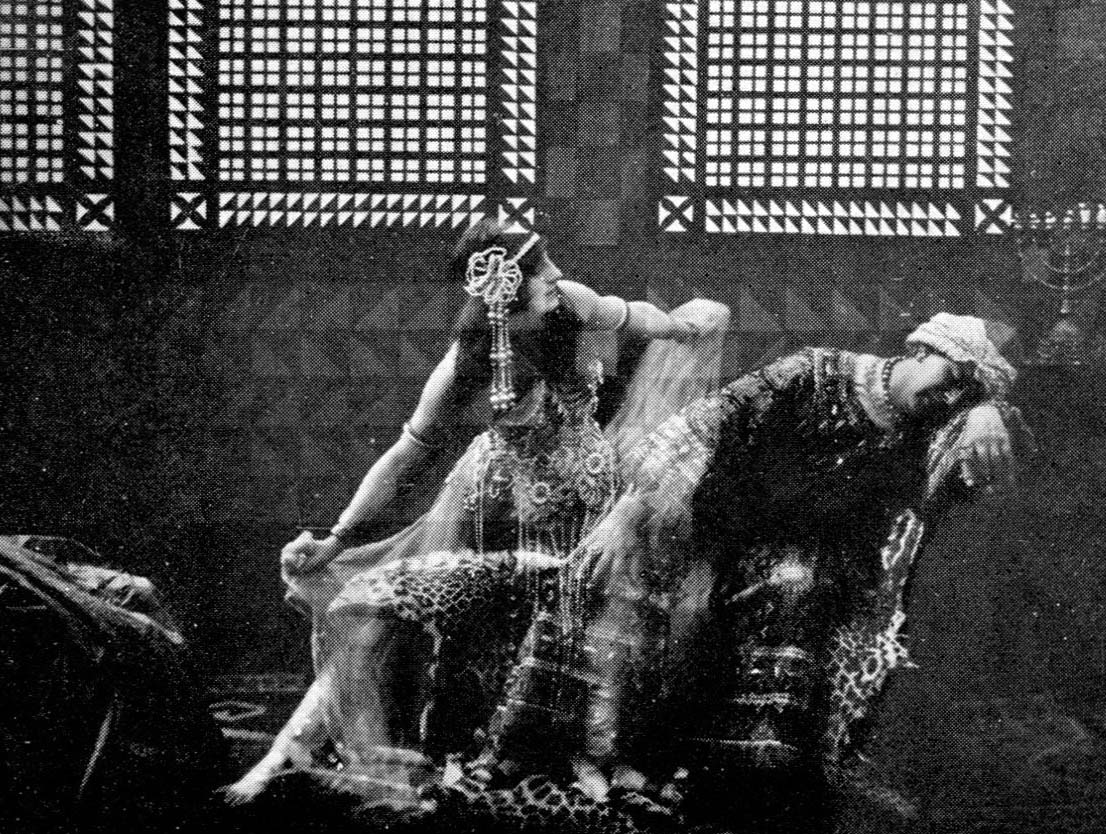
Fotogramma del lungometraggio Erodiade (1912), primo successo internazionale della "Savoia", oggi perduto

A causa del prolungarsi dell'intervento sull'impianto, la produzione stentò ad avviarsi, tanto che i cronisti del tempo informavano che solo a dicembre, «dopo parecchi mesi di aspettazione [sic], eccoci alle prime programmazioni della "Savoia film"». L'azienda tentò di ovviare ai ritardi stipulando un accordo con la Compagnia del Teatro Argentina per la realizzazione di 2 film, il primo dei quali, Il bacio di Margherita di Cortona, girato in Umbria, segnò l'esordio nel cinema dell'attore Tullio Carminati ed alla regia di Alfredo De Antoni, entrambi appartenenti alla compagnia teatrale, e fu inserito in una "serie" denominata "Savoia - Argentina". Su questo accordo si accese tuttavia una disputa, di cui non si conosce l'esito, con la "Itala Film", la quale sosteneva di avere lei un contratto in esclusiva con il teatro romano. Le difficoltà ed i ritardi indussero la "Savoia", già a poche settimane dall'effettivo inizio delle lavorazioni, a «mettere in libertà tutto il suo personale artistico e tecnico, per darsi un nuovo indirizzo e procedere ad una riorganizzazione».

### Crescita dell'attività produttiva
L'espansione verso Roma divenne per l'impresa torinese un fatto strutturale quando alla fine del 1911 avviò l'allestimento di un teatro di posa in quella città, in via Fausta, nella zona del Labaro. In attesa che tale impianto fosse pronto, essa si accordò con il fotografo romano Roberto Danesi, che aveva la sua base operativa presso il Teatro Costanzi, affidandogli una "troupe" per la produzione di pellicole a marchio "Savoia".

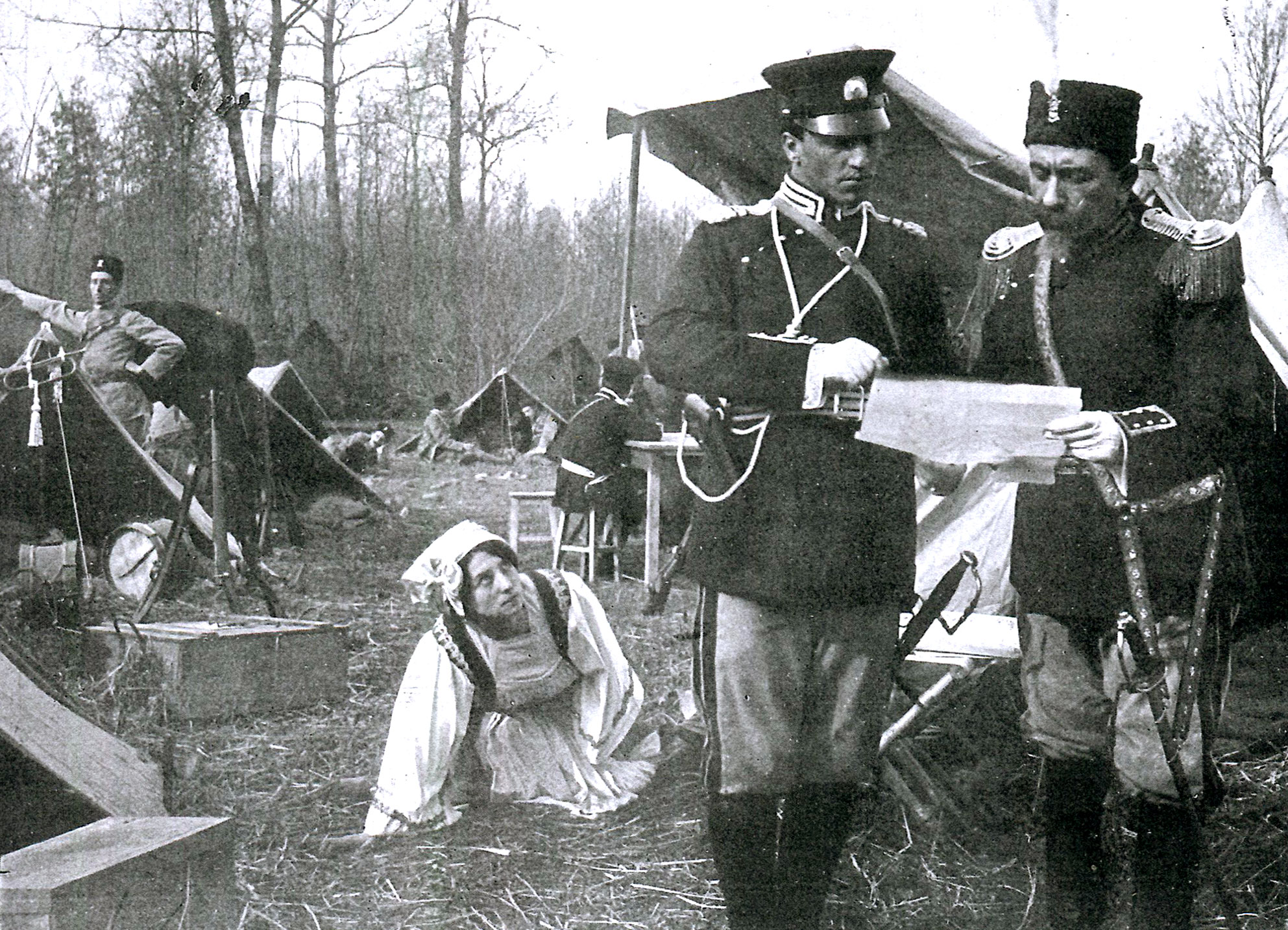
Fotogramma de Il documento (1912), ispirato ad episodi della guerra serbo-turca. Film oggi perduto

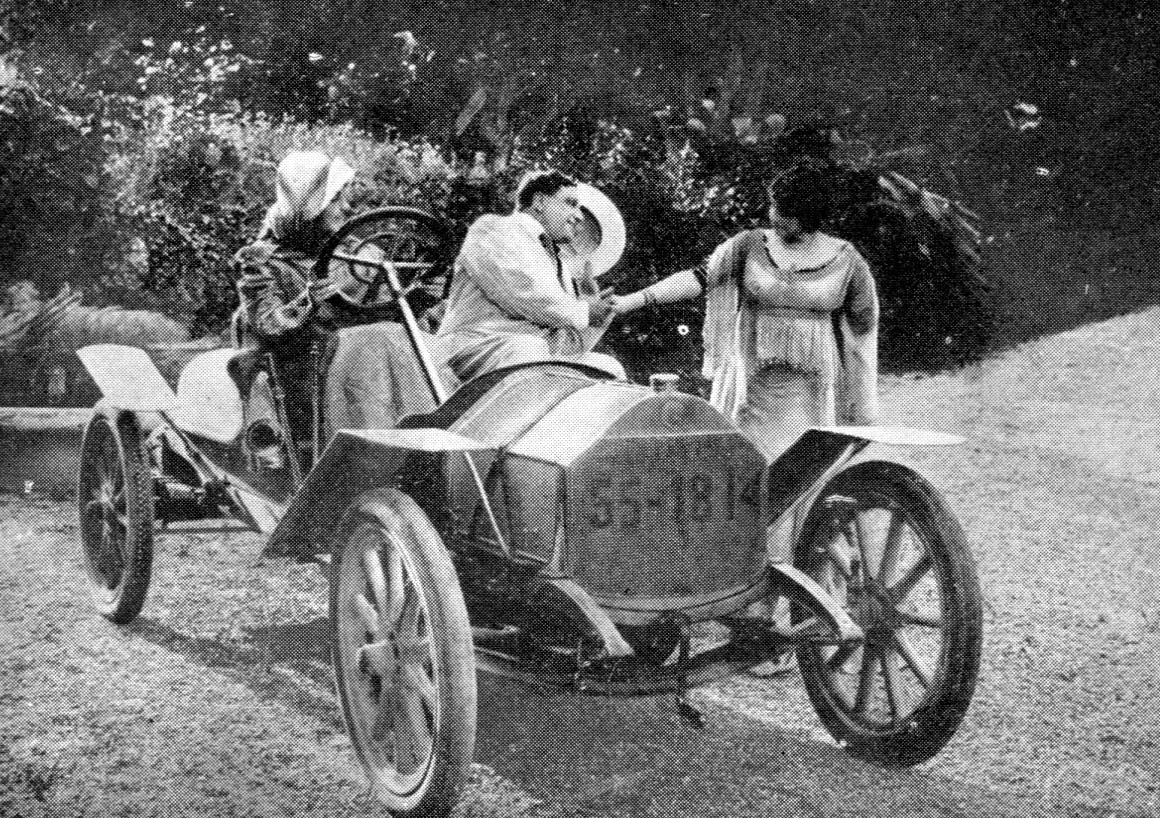
Il giglio della palude(1912), girato nella filiale romana della "Savoia", con Maria Jacobini. Anch'esso oggi perduto

Le difficoltà iniziali non restarono senza conseguenze, dato che furono soltanto 6 i film distribuiti nel 1911 e, rispetto ad essi, i commenti non furono incoraggianti poiché «l'attesa non venne certo compensata dalla bontà delle prime films viste in questi giorni [che hanno] uno svolgimento frammentario ed inconcludente, con soggetti illogici e per nulla accettabili».
Fu solo nel 1912 che l'attività decollò decisamente perché rispetto agli 815 titoli di film a soggetto della produzione italiana di quell'anno, già 60 furono della "Savoia", che diventò così la sesta editrice in assoluto di un già affollato panorama nazionale. La reazione rispetto alle prime difficoltà fu sanzionata anche sotto l'aspetto societario con un raddoppio del capitale sociale, che passò a 400.000 lire, e l'intervento nella compagine azionaria degli eredi Plucker, mentre Gariazzo conservava il ruolo di natura artistica, anche se vedeva svalutarsi la sua quota di partecipazione al 6,25 per cento..
Nel suo secondo anno di vita la "Savoia" fu finalmente in grado di predisporre un'offerta che comprendeva tutte le tipologie di prodotto cinematografico a soggetto, compresi alcuni lungometraggi, secondo una tendenza che si stava sempre più affermando. Sotto la direzione artistica di Ubaldo Maria Del Colle l'azienda spaziò dalla produzione di drammi moderni (tra cui Il giglio della palude, girato da Danesi nella sede romana, primo film da protagonista per Maria Jacobini), a quelli di natura storica, settore nel quale spiccava Erodiade che trovò l'anno successivo anche la via dell'esportazione verso gli U.S.A., dove le pellicole dell'azienda torinese erano gestite dalla "National Film Distributing Co", ottenendovi un buon successo. Le comiche, indispensabili per competere con i vari Polidor (Pasquali), Robinet (Ambrosio) e Cretinetti (Itala), vennero affidate al personaggio di Rirì, ideato da Annibale Moran.
Restò invece poco sviluppata la produzione di documentari (i "dal vero" nella terminologia dell'epoca), anche se acquistò un certo risalto la vicenda dell'operatore Aldo Molinari che, inviato nei Balcani per documentare la guerra serbo - turca, ne fu espulso dalle Autorità, riuscendo però a riportare 150 metri di pellicola che furono alla base di un filmato distribuito anche in Francia e del soggetto del film Il documento. Anche la critica segnalò che in qualche caso la produzione "Savoia" iniziava a migliorare, lodando in particolare le riprese aeree contenute ne La grande audacia con le quali l'operatore Augusto Navone riprendeva da un apparecchio pilotato dall'aviatore Eugenio Bobba, la lotta di due spie che si svolge sul tetto di un treno in corsa.

### Il massimo sviluppo

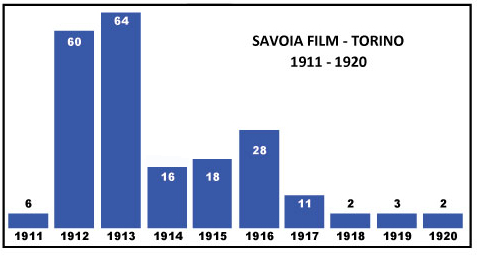
L'andamento della produzione della "Savoia Film" in base agli anni di uscita dei film. Fonte: elaborazione dai vari volumi sul cinema muto italiano editi in diversi anni da C.S.C.- E.R.I.

Nel 1913 Savoia diventa, sotto l'aspetto quantitativo, la quinta editrice italiana in assoluto, distribuendo 64 titoli dei circa 800 di quell'anno. È però la prima se si considerano i soli lungometraggi, prodotti di crescente gradimento del pubblico, poiché ne pubblica 21, mentre altre aziende più consolidate tardano ad adeguarsi a questa tendenza (La "Cines" ne realizza 13 e la "Ambrosio" solo 3). Il più ambizioso di essi fu In hoc signo vinces, di ben 3.000 metri, affidato alla regia di Nino Oxilia, per le cui riprese venne affittato lo Stadium e si scritturarono come comparse numerosi operai in sciopero, pagandoli 3 lire, il che provocò alcune tensioni sociali.
I dirigenti dell'azienda ottennero un'udienza da Papa Pio X, al quale regalarono una copia del film destinata ai Musei Vaticani, cogliendo l'occasione per girare uno dei pochi documentari conosciuti della Savoia.
In questo anno la produzione venne orientata verso soggetti più attenti al significato artistico, attingendo ad una vasta antologia di opere letterarie e dando vita ai film più importanti dell'azienda. Nascono così La locandiera da Goldoni e La morte civile dal dramma di Giacometti. Si ricorre anche agli autori francesi con Margot da De Musset e Orsola Mironet da Balzac e russi, con Il pane altrui da Turgenev e Il cadavere vivente da Tolstoj. A Maria Jacobini, diventata attrice di punta della "Savoia" per il tono intimo e famigliare della sua interpretazioni, viene affidato il ruolo di Giovanna d'Arco, diretto da Del Colle, ma alla cui realizzazione si associano anche Oxilia e Guido Gozzano. La stessa Jacobini poi, assieme a Adriana Costamagna, interpreta La zingara, riduzione cinematografica del primo successo teatrale colto nel 1909 da Camasio ed Oxilia.
Non mancarono gli inconvenienti. A gennaio l'impianto torinese fu colpito da un incendio. A maggio il film di ben 2.000 metri, Germania, tratto dall'opera lirica di Franchetti e Illica, e di cui lo stesso Gariazzo s'era riservata la direzione, non riuscì a superare le barriere della censura preoccupata per un tema che aveva, sia pure indirettamente, dei risvolti irredentisti. A luglio la Jacobini, attratta dalla "Cines", lasciava l'azienda assieme al fidanzato Oxilia, il cui ultimo film diretto in "Savoia", Lo scherno feroce, venne sequestrato il 2 agosto, su istanza di Sem Benelli che vi aveva intravisto un plagio de La cena delle beffe. La "Savoia" perderà (giugno 1914) la causa ed i giudici, nel dare ragione a Benelli, e dimostrando un'assoluta incomprensione per la documentazione della storia del cinema, obbligarono la casa torinese a distruggere tutte le copie del film.
Ciononostante la "Savoia" concluse il 1913 in ottima salute: Gariazzo descriveva un lavoro a ciclo continuo nei quattro teatri di posa (tre a Torino ed uno a Roma) con 2 compagnie costantemente al lavoro; il capitale sociale fu nuovamente aumentato arrivando a 500.000 lire, il teatro romano di via Fausta, valutato 30.000 lire, venne conferito nel patrimonio sociale con l'ingresso di Danesi nella compagine societaria. Tale impianto sarà poi nel 1914 utilizzato anche dalla "Morgana Film" per i 3 soli, ma importanti, film che tale azienda realizzerà con la direzione di Nino Martoglio.

### Difficoltà e declino
All'inizio del 1914 la s.a.s."Savoia" venne sciolta e la stessa denominazione fu assunta il 25 maggio da una Società anonima con un capitale sociale di 3 milioni, che rilevò l'impianto di via Asti. Gariazzo rimase con una quota modesta ma conservando l'attività di direzione artistica, e la maggioranza della nuova azienda fu sottoscritta da un nuovo investitore, il banchiere Angelo Cravario, proprietario della omonima banca, un istituto di credito attivo a Torino sin dal 1873, successivamente (1920) trasformato nella "Banca Agricola Italiana" e poi entrato nel gruppo del finanziere Gualino.
Mentre la "Savoia" stava cercando un nuovo assetto dopo le modifiche sociali (a marzo esce un altro "colossal" di 1600 metri, il Torquato Tasso diretto da Danesi) si abbatte su di lei, come su tutta la cinematografia, l'inizio della guerra europea. Benché l'Italia ne fosse ancora estranea, le conseguenze furono disastrose sia per il blocco dei conti bancari decretato dal Governo, sia per la carenza di pellicola non più acquistabile all'estero: la "Savoia" non chiuse, ma dovette ridurre l'attività, licenziando tutti gli artisti e chiamandoli a lavorare solo volta a volta. Per conseguenza lo stabilimento torinese restò inattivo per qualche mese e la quantità dei titoli distribuiti nell'anno 1914 crollò a 16. 
La pesante situazione fu ampiamente illustrata in una relazione del Consiglio di Amministrazione che addebitava le difficoltà all'aumento dei prezzi, al blocco del commercio internazionale, all'elevato costo dell'impianto di via Asti che ancora pesava sul bilancio, alla concorrenza dei film americani. Tuttavia si manifestava ancora fiducia in una futura ripresa e si dava notizia di diverse missioni compiute all'estero e della costituzione di una "Savoia - America" negli Stati Uniti.
Sul crollo della produzione pesò anche un profondo dissidio che s'era aperto tra Cravario e Gariazzo circa le modalità di conduzione dell'azienda che si concluse con l'estromissione del primo fondatore, il quale, alcuni anni dopo (1919), sosterrà in un suo libro che «i produttori dei film, agitati da un irrefrenabile desiderio di produrre molto, obbediscono ad una stolta illusione di guadagno».

### Chiusura
La fiducia riposta in un possibile rilancio dell'attività si rivelò errata ed il 15 gennaio 1917, l'assemblea chiamata ad esaminare l'esercizio 1915-16 dovette registrare l'ingente perdita di oltre 541.000 lire, per la quale si indicò quale causa l'incapacità commerciale dell'ex direttore Gariazzo, che avrebbe condotto una produzione «artistica, ma non popolare». 

Oreste Mentasti fu, per quanto si conosce, il regista di parte dei primi film della "Savoia"

Solo una modesta ripresa produttiva nel biennio 1915 - 1916, basata in buona parte su opere di natura patriottica (con titoli come Alla frontiera, Eroismo di alpino, Viva la patria, Cuore e patria, in gran parte diretti dal "nuovo acquisto" Domenico Gaido) consentì di far tornare in sostanziale pareggio i bilanci "Savoia".
Gli anni 1917 - 1918 furono gli ultimi nei quali nei teatri di posa della "Savoia" si girarono alcuni film, anche se qualche titolo comparve sugli schermi anche nel 1919 o nel 1920. All'inizio del 1919 venne annunciata la ripresa post bellica dell'attività, supportata da ingenti mezzi finanziari, dando per certa la produzione di 4 grandi film internazionali e 2 grandi film storici, ma si rivelarono entrambe notizie velleitarie destinate a non avverarsi. I bilanci chiusero ancora in pareggio solo grazie ai proventi derivanti dall'affitto dell'impianto torinese a soggetti terzi, tra cui la Fert e ad un credito vantato dall'azienda verso lo Stato che durante la guerra aveva utilizzato l'officina della "Savoia" per lavorazioni militari (che verrà pagato solo nel 1921).

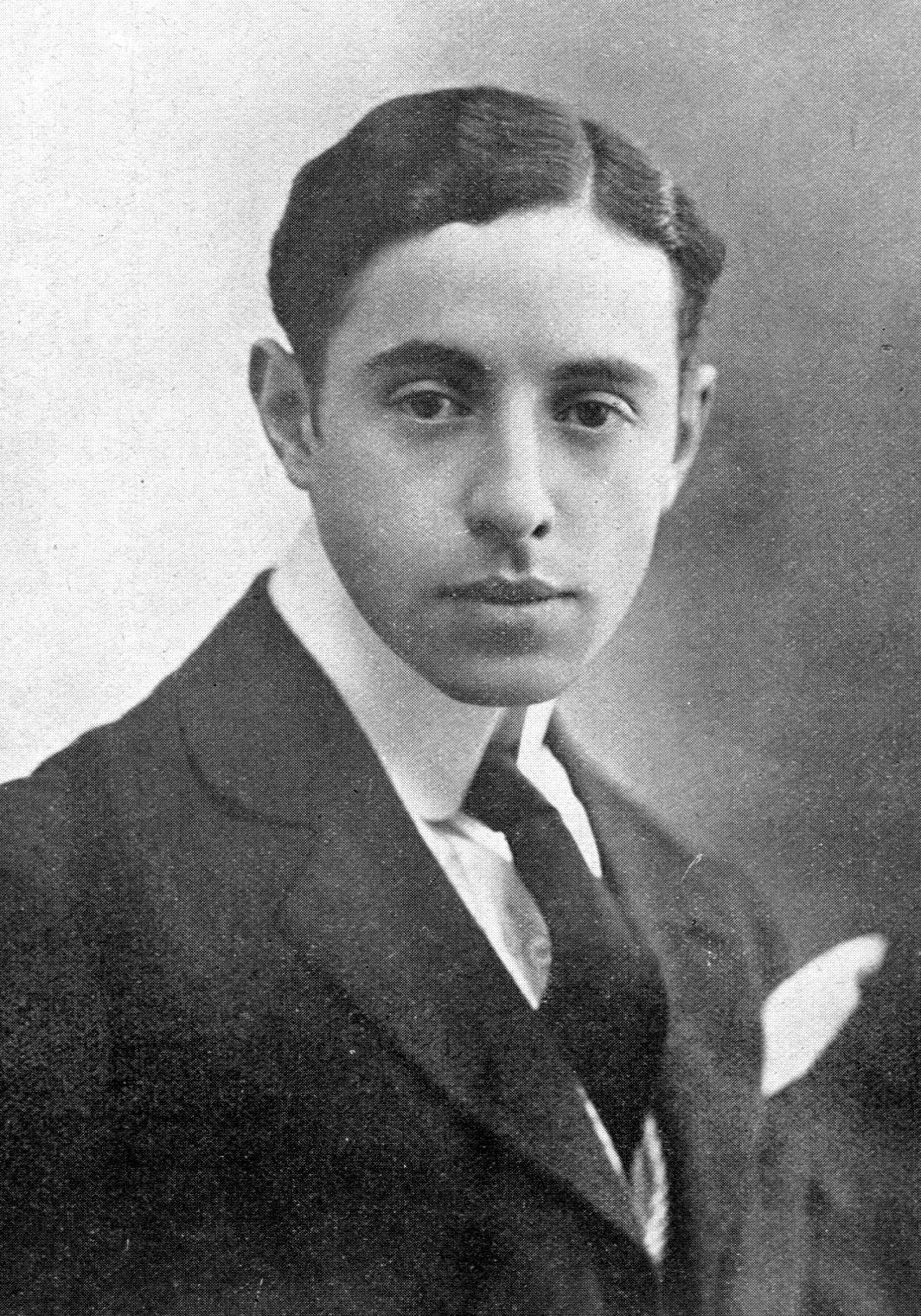
Nino Oxilia, regista alla "Savoia Film" 1912 - 1913

La vicenda della "Savoia Film" arrivò infine a conclusione nel 1923, quando già da 5 anni dagli ambiziosi stabilimenti di via Asti non uscivano più pellicole a marchio "Savoia". Nel corso di una assemblea straordinaria del 17 aprile di quell'anno la società venne trasformata e destinata ad operazioni di natura immobiliare: gli impianti furono demoliti e sull'area vennero costruiti degli edifici residenziali

## Artisti e collaboratori
Nonostante le difficoltà iniziali, la "Savoia" poté contare, già al suo apparire, su alcuni nominativi che nell'ambiente cinematografico, per quanto nato da poco, si erano già affermati. 

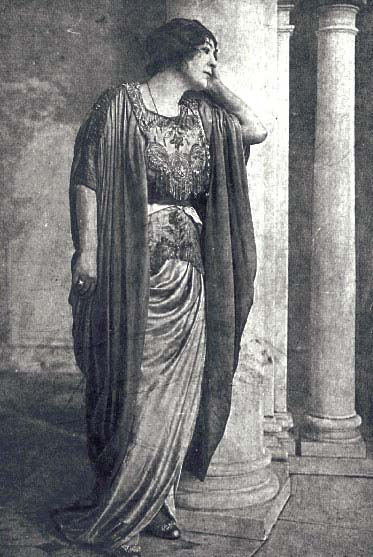
Adriana Costamagna fu l'interprete del primo successo internazionale della "Savoia", Erodiade

In un periodo nel quale la distinzione dei ruoli sui "set" tra soggettista, sceneggiatore, regista ed interpreti non era così netta come diventò in seguito, i primi artisti arrivati in via Asti, provenienti da altre aziende del settore, furono Carlo Campogalliani (a quel tempo solo attore), Alberto Collo, e l'attore - regista Mario Morais (proveniente, come Gariazzo, dalla "Milano Film"). I pochi cortometraggi del 1911. pellicole mediamente lunghe 300 metri, furono in buona parte interpretati dalla francese Annette Moreau, diretta dal marito Gabriel. Con i licenziamenti collettivi effettuati alla fine del 1911 e la successiva ripresa del 1912 si ebbe un consistente ricambio nei ruoli artistici. 

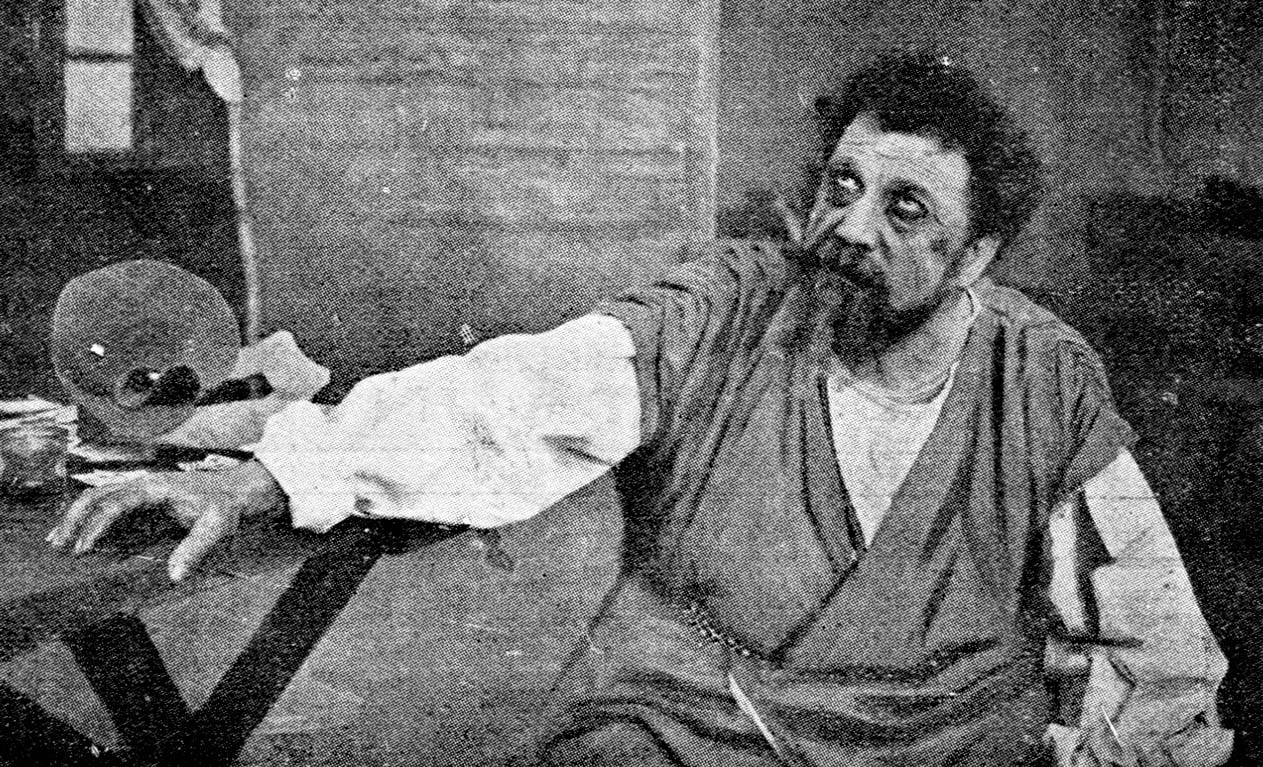
Dillo Lombardi ne Il cadavere vivente, film del 1913 della "Savoia" tratto da Tolstoj, e diretto da Nino Oxilia ed Oreste Mentasti

Nell'anno successivo alcuni "acquisti" importanti segnarono l'attività della "Savoia": a metà dell'anno Gariazzo convinse Nino Oxilia a tentare la strada della cinematografia, diventando consigliere artistico in affiancamento a Ubaldo Maria Del Colle. L'arrivo del ventitreenne, ma già notissimo, autore teatrale portò ad una produzione più attenta a fonti letterarie ed al coinvolgimento di Sandro Camasio per dirigere la riduzione cinematografica de La zingara, primo successo teatrale dei due autori di Addio giovinezza. Nello stesso anno l'espansione verso la capitale fa acquisire all'azienda torinese la collaborazione di Roberto Danesi, che ne La fuggitiva dirige presso la filiale romana la neo assunta attrice Maria Jacobini. Danesi e Oxilia avranno anche occasione di lavorare assieme, ad iniziare da Vampe di gelosia, set sul quale nasce l'intensa relazione da Oxilia e la Jacobini, che terminerà nel 1917 con la morte in guerra del giovane autore torinese.
Altre attrici che parteciparono al periodo di crescita produttiva furono Cristina Ruspoli, Ada Almirante e, proveniente dalla "Itala", la venticinquenne Adriana Costamagna che fu l'interprete del primo grande successo internazionale della "Savoia", Erodiade con a fianco Suzanne De Labroy e poi verrà ferita dal morso di un leopardo durante una ripresa con poche conseguenze e molta pubblicità.
Tra gli attori in forza alla "Savoia" nel primo biennio di attività vi furono Mario Roncoroni, Enrico Fiori, futuro fondatore della Fert, e Dillo Lombardi, oltre a Gian Paolo Rosmino e Alberto Nepoti, che diventeranno poi entrambi registi, ed al bambino Luigi Petrungaro.. Nei primi anni una buona parte della produzione (perlomeno a quanto si conosce) venne diretta dall'esperto Oreste Mentasti. Le comiche furono tutte interpretate da Annibale Moran (Rirì) a cui talvolta si affiancò Armando Fineschi con il personaggio di "Pipetto".

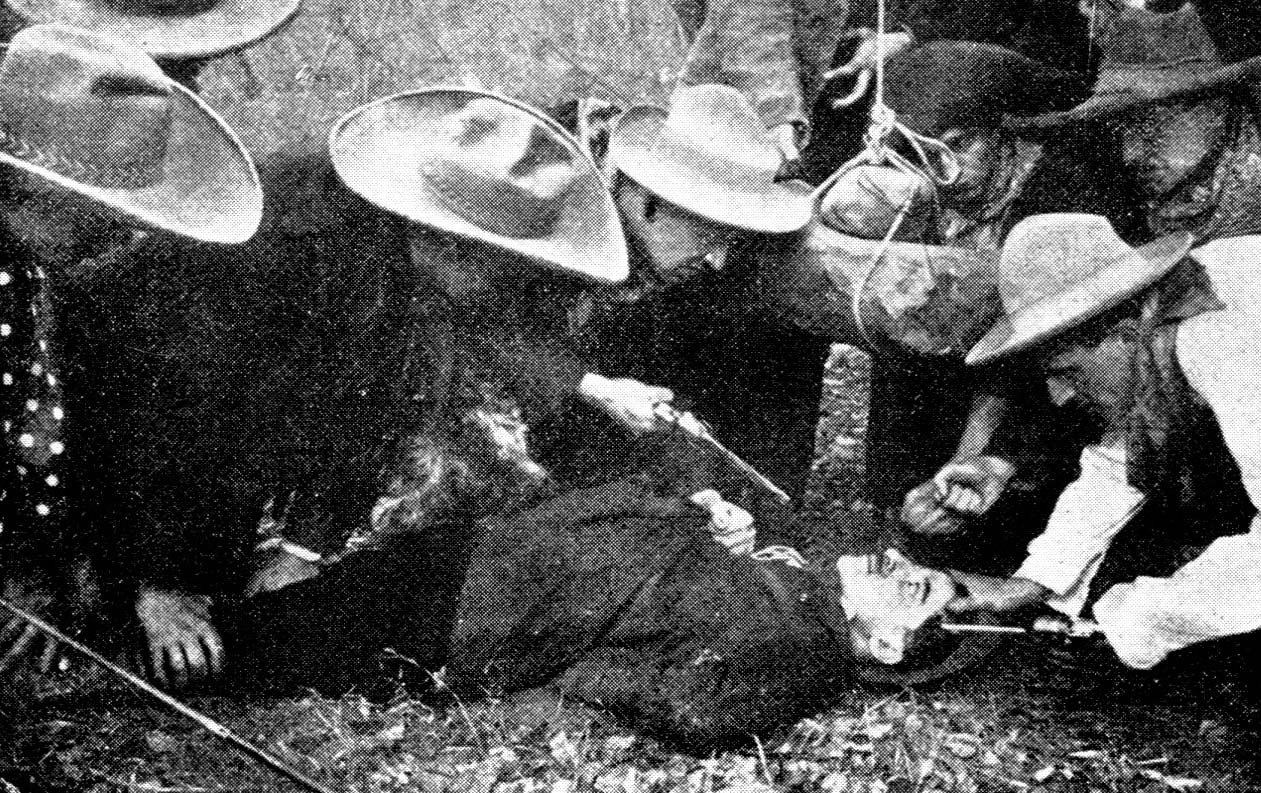
Nel vortice del destino, film della "Savoia" del 1913, oggi perduto. Il regista è sconosciuto

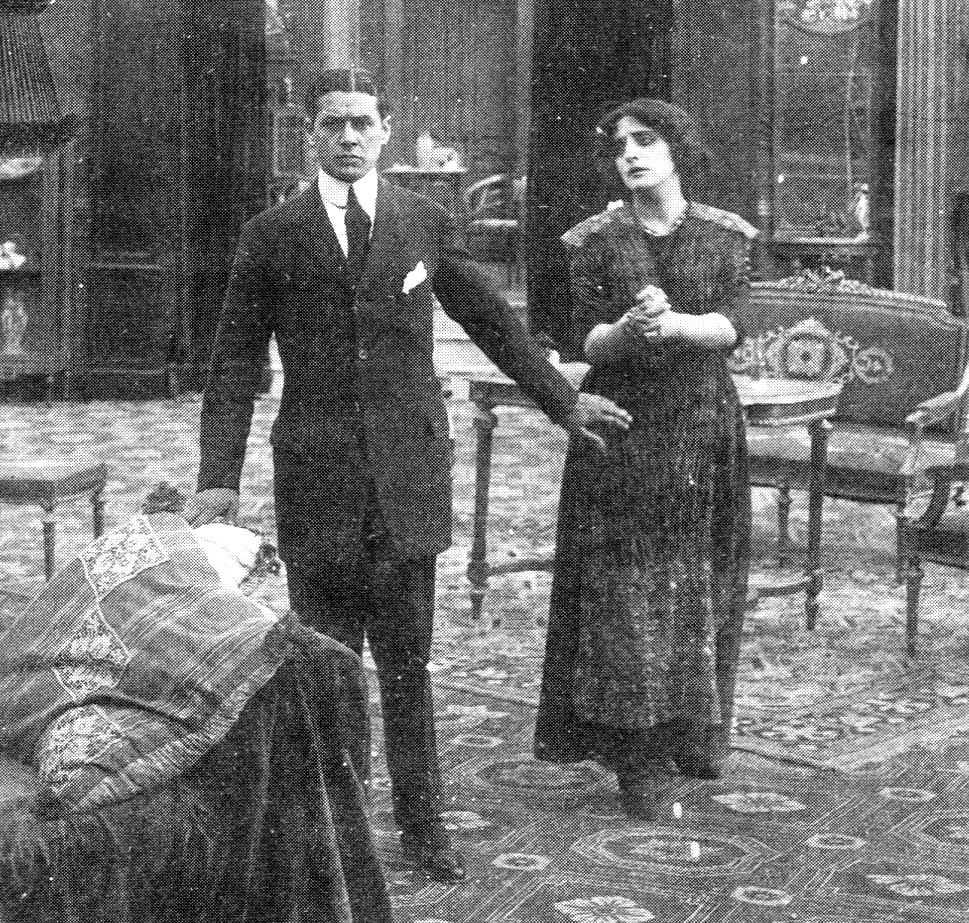
Domenico Serra e Antonietta Caklerari in Mirella, uno degli ultimi film prodotti dalla "Savoia" (1918, ma uscito nel 1919)

Nella seconda fase produttiva della "Savoia", dopo l'allontanamento di Gariazzo e l'abbandono della coppia Jacobini - Oxilia, restarono sia Del Colle che, nel 1914, Danesi, mentre le regie furono affidate al subentrante Domenico Gaido, a Vitale De Stefano ed a Telemaco Ruggeri, con qualche saltuaria presenza di Vittorio Rossi-Pianelli. Negli ultimi anni prima della chiusura i pochi film realizzati furono diretti da Emilio Graziani - Walter.
La politica della "Savoia", inaugurata nel 1914 in occasione della guerra, di non avere un "cast" fisso, impedì all'azienda torinese di legare il suo nome a qualche interprete, come avvenne con il fenomeno del "divismo" negli stessi anni per altre società. Per cui le presenze di attori ed attrici sono legate a singoli anni, com'è il caso di Antonietta Calderari (1917-18), Valentina Frascaroli (1917), Margot Pellegrinetti (1915-16), Lydia Quaranta (1916-17). Maria Gandini (1915), Armando Falconi (interprete nel 1918 di una delle tante versioni cinematografiche di Giulietta e Romeo) ed Umberto Mozzato (1915).

## Filmografia
Nel corso della sua attività la "Savoia", benché diventata negli anni dieci una delle prime aziende cinematografiche italiane, raccolse presso i contemporanei giudizi contrastanti sul complesso della sua produzione.. Nel 1912 l'azienda veniva lodata per la scelta di «soggetti ricchi di umanità e di emozione, curando con scrupolo non soltanto le grandi scene ma tutti i particolari e vuole che la sua sia opera veramente compiuta
Ma due anni dopo i suoi film venivano definiti come «una linea molto precisa: concetto artistico, morale, educativo, istruttivo: nessuno. Studio psicologico, buon senso, verosimiglianza, logica, tutta roba da museo. Un solo concetto, una sola idea, una sola linea di condotta: sfruttamento della imbecillità umana e buoni dividendi a fine anno».
Poiché le pellicole "Savoia" sopravvissute al passare del tempo sono pochissime - ancor meno delle già scarse superstiti di altre Case - non è oggi possibile una valutazione retrospettiva della sua attività, se non basandosi sui commenti del tempo, che hanno indotto a ritenere i film della casa torinese caratterizzati da una media complessiva abbastanza scialba. Da considerare anche il giudizio, non si sa quanto sereno, che diede il suo fondatore Gariazzo, quando nel 1919, scrisse che «la scena del cinematografo si è compiaciuta di quanto ha potuto trovare di peggio da esprimere, contrariamente alle altre arti che diedero al loro crescere il fiore più puro».